# جيليزنودوروجني (مقاطعة إركوتسك)
زهيليزنودوروزهنيي (بالروسية: Железнодорожный) هي مدينة في مقاطعة إركوتسك أوبلاست في روسيا. يبلغ عدد سكانها حوالي 8175 نسمة.